# Minuartia caroliniana
Minuartia caroliniana är en nejlikväxtart som först beskrevs av Thomas Walter, och fick sitt nu gällande namn av Johannes Mattfeld. Minuartia caroliniana ingår i släktet nörlar, och familjen nejlikväxter. Inga underarter finns listade i Catalogue of Life.